# Ладиці
Ладиці (словац. Ladice) — село в окрузі Комарно Нітранського краю Словаччини. Площа села 11,65 км². Станом на 31 грудня 2015 року в селі проживало 736 жителів.

## Історія
Перші згадки про село датуються 1253 роком.

## Населення
| Рік:            | 1994. | 2004.   | 2014.   | 2024.   |
| --------------- | ----- | ------- | ------- | ------- |
| Кількість осіб: | 844   | 800     | 741     | 719     |
| Різниця:        |       | -5,21 % | -7,37 % | -2,96 % |

| Рік:            | 2023. | 2024.   |
| --------------- | ----- | ------- |
| Кількість осіб: | 732   | 719     |
| Різниця:        |       | -1,77 % |